# 莊子試妻

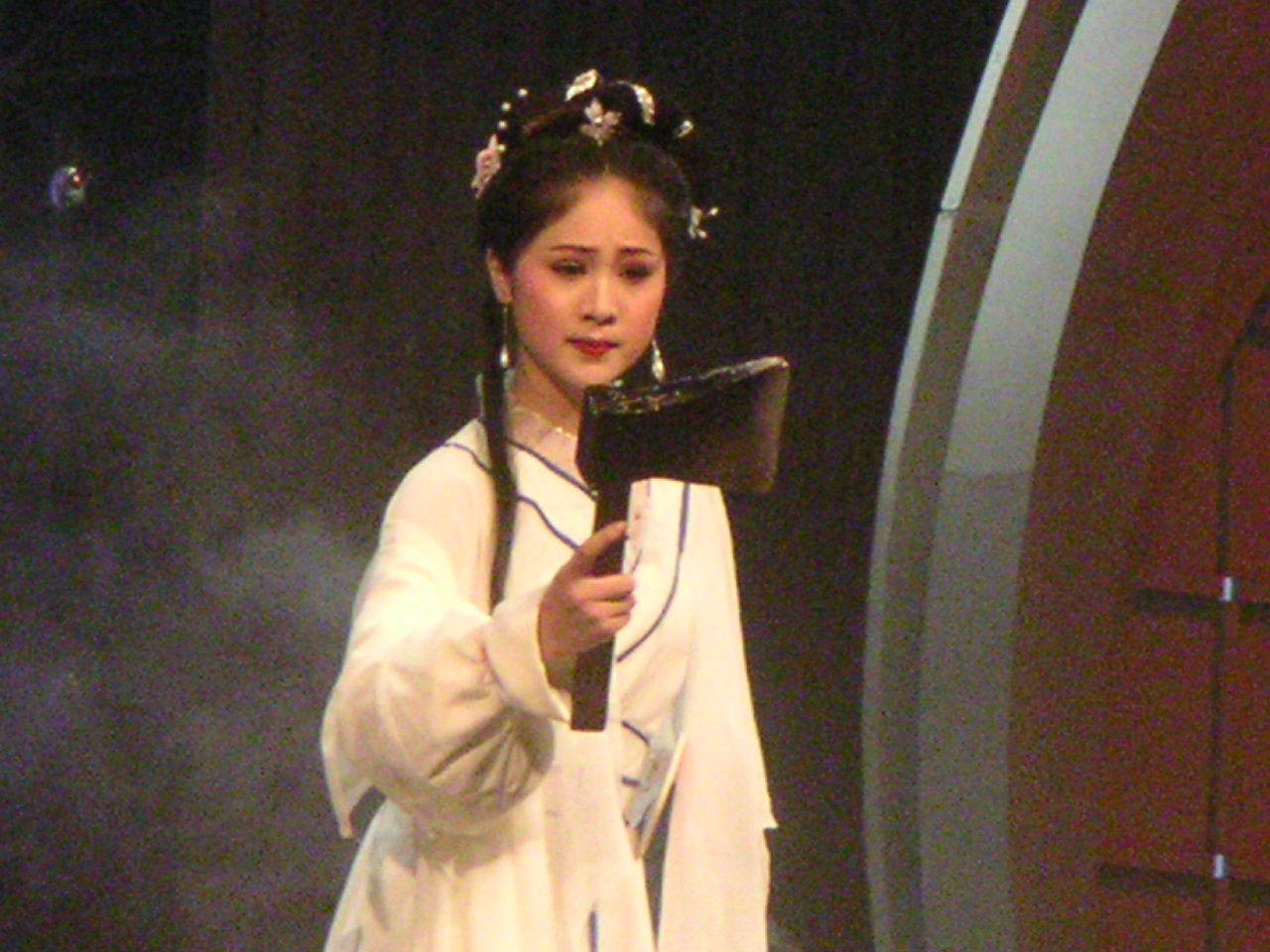
粤剧《蝴蝶梦》演出中，庄子妻田氏劈棺情节

莊子試妻或庄子戏妻，是由庄周（莊子）梦蝶、鼓盆而歌而衍生出的故事。

## 戲曲
元代史敬先（史九）杂剧《老庄周一枕蝴蝶梦》是最早有记载的关于庄周梦蝶题材的戏曲作品。在晚明之前，許多說書故事情节已由庄周梦蝶转化为庄子试妻，通常是：「莊子本來是一隻蝴蝶，因聽聞老子講道而轉世為人，娶妻之後，感悟人世無常，出家修道，成為神仙。」明末冯梦龙小说《警世通言》第二卷《庄子休鼓盆成大道》和谢弘仪著传奇昆剧剧本《蝴蝶梦》是最早的两个故事完本。冯梦龙和谢弘仪的故事情节，人物设定大体相同。此后，各类戏曲均对这一故事有所演繹。剧目命名略有不同，昆剧、越剧称《蝴蝶梦》，粤剧称《庄周蝴蝶梦》，歌仔戏、黄梅戏称《劈棺惊梦》，京剧或名《大劈棺》等等。
各类戏曲劇情大概是莊子向其妻田氏（田齊公族女）感歎一名守寡女子，在夫婿墳土未乾時就想琵琶别抱。田氏听后，立刻向莊子輸誠，說自己對他的愛永矢不渝，莊子並不相信。不久莊子病死，田氏居然如莊子所說，也愛上了一位多金的門閥公子，田氏甚至劈开棺材，想取莊子的腦髓來為該公子治病。此時真相揭曉，公子是莊子假扮的。莊子不但沒死，還用法術化成公子，試驗田氏的忠誠度。田氏得知真相，羞愧自縊；莊子則鼓盆而歌，然後出家修道。
1913年出品，改编自粤剧的默片《庄子试妻》是中国最早的一批电影作品。1930、40年代，出现一批同题材舞台作品，如《蝴蝶梦》、《小寡妇扇坟》、《庄周试妻》。以童芷苓的京剧《大劈棺》为代表。1988年中国大陆拍摄了黄梅戏电视《劈棺惊梦》。2001年，上海越剧院推出的越剧版本中，田氏被命名为田秀，并在2009年拍摄了越剧戏曲电影《蝴蝶梦》。民间对这一故事亦有演绎。情节演变成「庄子度妻」，莊子之妻不受外界誘惑，堅守愛情，而後莊子度化其妻，其妻出家成仙。